# 小林健太 (数学者)
小林 健太（こばやし けんた）は、日本の数学者。一橋大学大学院経営管理研究科・商学部 教授。　博士（理学）（京都大学）。
専門は数値解析・数理ファイナンス。関数解析や複素関数論などの数学理論を駆使することで、数値計算手法の誤差評価や信頼性評価、効率の良い数値計算手法の開発、精度保証付き数値計算に取り組む。

## 来歴
京都大学理学部にて確率論を専攻、京都大学大学院理学研究科修士課程および同博士後期課程において数値解析を専攻。日本学術振興会特別研究員、金沢大学准教授を経て、2011年より現職。数値解析の中でも、特に精度保証付き数値計算を用いた計算機シミュレーションの信頼性評価や、二重指数型変数変換やスペクトル法などを用いた効率的な数値計算手法の開発について研究を行っている。解析の対象としては、主に流体に関係する方程式に関心があるが、数理ファイナンスの分野に現れる方程式の効率的な数値解法にも興味がある。
以下は「プロフィール」による。

### 学歴
- 1994年3月　私立東大寺学園高等学校 卒業
- 1994年4月　京都大学理学部 入学（〜1998年3月 卒業）
- 1998年4月　京都大学大学院理学研究科 数学・数理解析専攻 数理解析系修士課程入学（〜2000年3月 修了）
- 2000年4月　京都大学大学院理学研究科 数学・数理解析専攻 数理解析系博士後期課程進学（〜2003年3月 修了）
- 2003年3月　博士（理学）学位取得（指導教官：岡本久教授）

### 職歴
- 2001年4月　日本学術振興会特別研究員（DC2）（研究機関：京都大学理学研究科）（〜2003年3月)
- 2003年4月　日本学術振興会特別研究員（PD）（研究機関：九州大学数理学研究院）（〜2006年3月）
- 2006年4月　九州大学数理学研究院21世紀COEプログラム 博士研究員（〜2007年4月）
- 2007年5月　金沢大学自然科学研究科 数物科学専攻数学講座 准教授（〜2008年3月）
- 2008年4月　金沢大学理工研究域 数物科学系 准教授（配置換）（〜2011年3月）
- 2011年4月　一橋大学大学院経営管理研究科・商学部 准教授（〜2017年3月）
- 2017年4月　一橋大学大学院経営管理研究科・商学部 教授（〜現在に至る）

- 上記の他、非常勤講師として、愛媛大学理学部、東京大学大学院数理科学研究科、電気通信大学情報理工学部、中央大学理工学部、津田塾大学 情報科学科・理学研究科において教育歴がある。

## 受賞
以下、一橋大学研究者情報、Researchmapによる。
- 2001年10月 日本応用数理学会論文誌 平成13年度論文賞[5]
- 2005年4月　日本応用数理学会 2004年度若手優秀講演賞[6]
- 2006年8月　The Best Poster Award：The First China-Japan-Korea Joint Conference on Numerical Mathematics Organizing Committee
- 2010年9月　日本応用数理学会論文誌 2010年度論文賞[7]
- 2010年9月　2010年度日本数学会賞建部賢弘特別賞 [8]
- 2014年5月　第5回 R. E. Moore Prize 受賞[9]
- 2015年9月　日本応用数理学会論文誌 2015年度論文賞[10]

## 人物
以下に見るように、関心領域のみならず活動領域も広く多才である。
- 研究教育活動に加えて、地域活動として2012年4月から東京都国立市消防団第六分団に団員として参加している。「自治会の新年会で近所の方に誘われて見学に行って」入団を決めた。消防団の消防操法大会に選手として出場し個人賞を獲得。他に普通救命講習受講[11]。
- 「高校時代の3年間は概ねコンピュータプログラミングと電子回路の設計制作に明け暮れる。「初歩のラジオ」という雑誌に、設計した回路図が何度か掲載される。そのときの興味からすれば大学は工学部かもしれないが、数学への憧れが湧き起こり、大学では数学を専攻することに決める。「大学への数学」のピーター・フランクルの宿題コーナーに13ヶ月連続で正答者として掲載された。東京出版からはバインダーが13冊くる筈が、4冊くらいしか送られてこなかった。でもピーター・フランクルさんからジャグリング用のお手玉をもらった。」[12]
- 趣味として、不等式の評価、登山、マラソン、自転車、車、運転、旅行、植物栽培、石、DIY、麻雀、資産運用をあげている[11]。